# Autonomní provincie Trento
Autonomní provincie Trento (italsky Provincia autonoma di Trento), též známá jako Trentino, česky Tridentsko, je autonomní provincie v autonomním regionu Tridentsko-Horní Adiže (Trentino-Alto Adige). Sousedí na severu s autonomní provincií Bolzano, na východě, jihovýchodě a jihu s benátskými provinciemi Belluno, Vicenza a Verona, na západě pak s lombardskými provinciemi Brescia a Sondrio. Provincie vykonává mnoho funkcí, které jinde vykonává oblast. Člení se na 11 okresů a ty dále na 223 obcí.
Z českého hlediska je zajímavé, že znakem tridentského knížectví a biskupství je svatováclavská orlice, udělená roku 1339 českým králem Janem Lucemburským tridentskému knížeti-biskupovi Mikuláši Brněnskému.

## Geografie

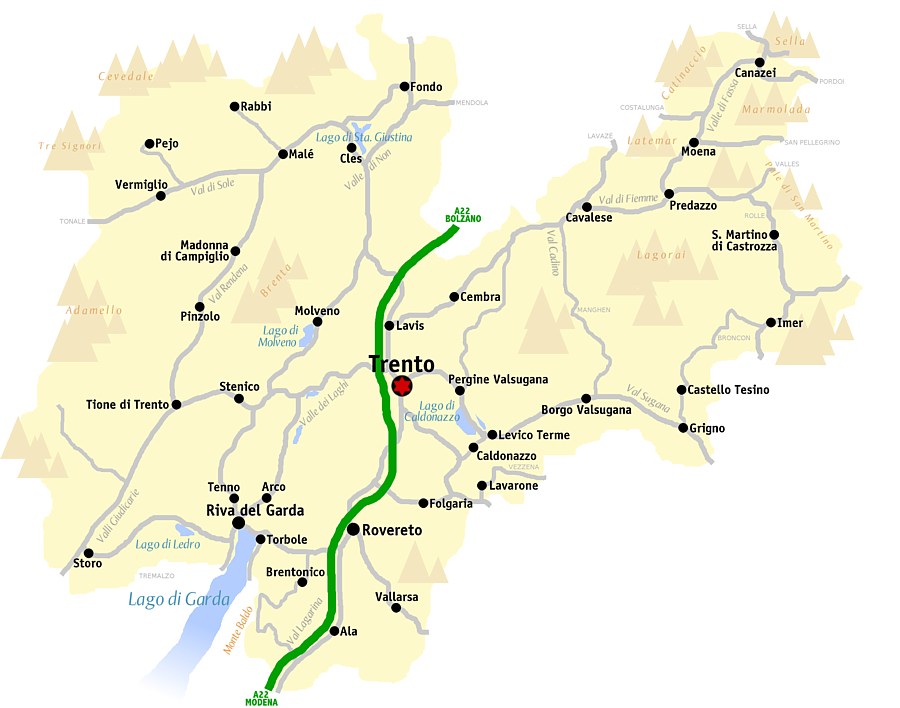
Mapa autonomní provincie Tridentsko

Celý region je horský, 75 % území sahá nad 1000 metrů nad mořem a je posetý stovkami malých horských jezer. Mezi nejvýznamnější pohoří patří Ortles, Adamello-Presanella a Brenta na západě a Dolomity na východě. Na jižní hranici se rozkládá Gardské jezero (Lago di Garda), největší italské jezero (370 km²) s maximální hloubkou 346 m a je považováno za nejčistší v Evropě. Na severu, v oblasti Garda Trentino, je vklíněno mezi hory a budí dojem norského fjordu. Sytě modrou vodu jezera obklopuje bohatá středozemní vegetace; citrónovníky, olivovníky, oleandry, agáve a palmy působí až absurdně v pásmu zasněžených horských hřebenů. Tato oblast má své mikroklima díky bohatému masivu Dolomit, který ji chrání před severními větry. Jezero Lago di Garda je rájem surfařů a jachtařů. Krajina v oblasti Garda Trentino je jako stvořená pro cyklistiku – nejen pro silniční závody, ale díky své členitosti i pro cyklokros.